# Aage Hermann
Aage Hermann (5. april 1888 i København – 29. august 1949) var en dansk forfatter og redaktør. 
Hermann debuterede allerede i 1903 med digtet i Klokken 12, og i 1909 i bogform med digtsamlingen Vers. I årene 1912-1942 fulgte i alt 8 digtsamlinger. Senere kastede han sig over børnebøger, der blev udgivet under pseudonymerne Erik Haagensen, Julie Saabye og Max Wahl. 
Som 18-årig blev han ansat ved Statsbanerne, men da han ville være journalist, kom han i 1915 til Ekstra Bladet. Senere blev han ansat ved B.T., Idrætsbladet og Socialdemokraten. Han var fra 1931-1932 redaktør af ugebladet Sport. 